# Виратапарва
Виратапарва (санскр. विराटपर्व, «Книга о Вирате») — четвёртая книга «Махабхараты», состоит из 1,8 тыс. двустиший (67 глав по критическому изданию в Пуне). «Виратапарва» повествует о событиях, которые произошли с Пандавами в течение тринадцатого года изгнания, прожитого ими под чужими личинами при дворе царя матсьев по имени Вирата.

## Сюжет

### Сказание о царстве Вираты
Вайшампаяна продолжает рассказывать Джанамеджае о судьбе Пандавов. Получив дары от бога Дхармы, Юдхиштхира возвращается в обитель и держит совет со своими братьями. Он предлагает Арджуне выбрать место, где они могли бы прожить тринадцатый год изгнания, оставаясь неузнанными врагами. Арджуна перечисляет подходящие страны вокруг владений Кауравов, и Юдхиштхира останавливается на стране матсьев. Он высказывает желание поступить на службу к престарелому царю матсьев по имени Вирата в соответствии с полученным от бога Дхармы напутствием и спрашивает у братьев, какую работу мог бы выполнять каждый из них. Сам Юдхиштхира решает выдать себя за брахмана по имени Канка, искусного в игре в кости, и получить место при дворе Вираты. Бхима сообщает, что выдаст себя за повара и борца по имени Баллава. Арджуна говорит, что выдаст себя за человека среднего пола (евнуха) по имени Бриханнада и на основе знаний, полученных от царя гандхарвов Читрасены во время пребывания на третьем небе Индры, станет обучать женщин во дворце Вираты пляскам и игре на музыкальных инструментах. Накула намеревается стать конюшим Вираты под именем Грантхика. Сахадева говорит, что станет надсмотрщиком за скотом царя Вираты под именем Тантипала. Драупади решает пойти в услужение к Судешне, супруге царя Вираты, выдав себя за прислужницу. Затем Пандавы получают наставления от своего родового жреца Дхаумьи, отпускают спутников и вместе с Драупади отправляются в путь. Достигнув окраины столицы царства матсьев, Пандавы прячут своё оружие на дереве вблизи места сожжения трупов и являются ко двору царя Вираты. Использовав свои легенды, они под видом бывших слуг царя Юхиштхиры получают желаемые должности при дворе Вираты и добросовестно выполняют свои новые обязанности в течение года.

### Сказание об убиении Кичаки
По прошествии десяти месяцев на Драупади обращает внимание военачальник матсьев Кичака и предлагает ей вступить с ним в любовную связь. Драупади отвергает его притязания и сообщает, что у неё есть пять мужей-гандхарвов, готовых убить каждого посягнувшего на честь их жены. Отвергнутый Кичака уговаривает свою сестру царицу Судешну устроить ему встречу с Драупади наедине. Судешна посылает Драупади к Кичаке за вином, и тот пытается овладеть ею. Драупади вырывается и бежит в зал собраний, где находится Юдхиштхира. Кичака настигает её и, повалив на пол, бьёт ногой на глазах у Юдхиштхиры и Бхимы. Драупади жалуется на Кичаку царю Вирате, но тот предпочитает не вмешиваться. Драупади ночью приходит к Бхимасене и, разжалобив его рассказом о своих многочисленных лишениях, просит убить Кичаку. Бхимасена соглашается и вместе с супругой составляет план убийства. Утром Кичака, явившись к Драупади, похваляется собственной безнаказанностью и утверждает, что подлинный владыка матсьев — именно он, тогда как Вирата называется царем матсьев только на словах. Драупади делает вид, будто уступила домогательствам Кичаки и назначает ему свидание наедине в танцевальном зале при наступлении темноты. Когда Кичака приходит в танцевальный зал к назначенному времени, то вместо Драупади сталкивается с Бхимой и погибает в единоборстве с ним. Бхима придаёт трупу Кичаки необычный вид, вдавливая в тело руки, ноги, голову и шею. По этой причине нашедшие его стражи приходят к заключению, что на подобное убийство способны только гандхарвы. При подготовке к погребальным обрядам озлобленные родственники и друзья Кичаки решают сжечь Драупади вместе с телом её мнимого любовника. Бхимасена, изменив внешность, является к месту сожжения трупов и вырванным деревом убивает сто пять сторонников Кичаки. Когда освобождённая Драупади возвращается ко двору, дочь Вираты по его распоряжению просит её покинуть город (чтобы освободить от соблазна других мужчин). Драупади соглашается, но просит дать ей отсрочку на тринадцать дней, подкрепив просьбу ссылкой на волю своих пресловутых мужей-гандхарвов.

### Сказание о похищении скота
Шпионы Дурьодханы, обыскав возможные места сокрытия Пандавов, не находят их следов и возвращаются к повелителю. Они сообщают Дурьодхане об отрицательном результате своих поисков, а также о попутно ставшей им известной смерти Кичаки. Присутствующий на совещании Кауравов царь тригартов Сушарман под этим предлогом подговаривает товарищей пойти войной на ослабленное царство Вираты, от которого он долго терпел утеснения. Совместно с Кауравами Сушарман похищает у Вираты множество скота. Вирата, узнав об этом, выступает во главе войска матсьев и берёт с собой Пандавов, за исключением Арджуны. Настигнув тригартов, матсьи нападают на них, но терпят поражение после пленения Вираты Сушарманом. Тогда Пандавы вдохновляют разгромленных матсьев на контрнаступление, освобождают Вирату, берут в плен Сушармана и возвращают похищенный скот. Тем временем Кауравы угоняют скот Вираты в другом месте, и прибывший в столицу матсьев надсмотрщик за скотом обращается за помощью к оставшемуся за главного сыну Вираты по имени Уттара. Сын Вираты выражает готовность вступить в битву с Кауравами, но сетует на отсутствие возницы. Драупади советует ему взять в качестве возницы Бриханнаду, поскольку тот раньше якобы был возницей Арджуны. Когда Уттара вместе с Бриханнадой-Арджуной настигает Кауравов, то при виде их многочисленного войска приходит в смятение и решает повернуть обратно. Арджуна отказывается возвращаться без боя, и перепуганный Уттара, соскочив с колесницы, пытается бежать пешком с поля битвы. Пойманный Арджуной за волосы, он делает попытку откупиться, но развеселившийся Арджуна предлагает ему поменяться местами на колеснице. Арджуна и Уттара достают спрятанное на дереве оружие Пандавов, при этом Арджуна раскрывает царевичу свою личность, а также личности братьев и Драупади. Потом Арджуна в одиночку (используя в качестве возницы Уттару), вступает в битву с Кауравами и их войском, тяжело ранит Карну, убивает его брата, обращает противников в бегство и возвращает похищенный скот.

### Сказание о бракосочетании
Царь матсьев Вирата, вернувшись в город, узнаёт о том, что его сын Уттара на единственной колеснице отправился воевать с Кауравами. Охваченный тревогой Вирата посылает войско на подмогу сыну. Вскоре в столицу матсьев прибывают вестники Уттары с сообщением о его победе над Кауравами. Обрадованный Вирата отдаёт распоряжение о триумфальных мероприятиях, а сам начинает игру в кости с Канкой-Юдхиштхирой. В ходе игры царь матсьев похваляется успехом своего сына, но Юдхиштхира говорит в ответ, что победа над Кауравами была одержана благодаря Бриханнаде. Вирата в гневе бьёт Юдхиштхиру игральной костью по лицу, отчего у него из носа течёт кровь. В это время в город возвращаются Уттара с Бриханнадой-Арджуной. Узнав о недоразумении между Виратой и Юдхиштхирой, Уттара побуждает отца попросить прощения у Юдхиштхиры, что тот и делает. Затем Уттара рассказывает о том, как была на самом деле одержана победа над Кауравами. При этом вместо Бриханнады-Арджуны он говорит о некоем божественном юноше, который после битвы исчез, но вскоре должен появиться. На третий день Пандавы в торжественной обстановке открывают Вирате свой секрет и называют настоящие имена. Царь матсьев отдаёт в их распоряжение всё своё царство, а также из чувства вины перед Юдхиштхирой предлагает свою дочь Уттару в жёны Арджуне. Арджуна соглашается взять Уттару в невестки, чтобы избежать кривотолков об их взаимоотношениях в течение года, прожитого им в женских покоях под видом евнуха. Затем Пандавы и Вирата рассылают приглашения всем своим друзьям на свадьбу Уттары и вызванного из дома сына Арджуны (племянника Кришны) по имени Абхиманью. Друзья и союзники Пандавов и матсьев прибывают вместе со своими войсками, после чего начинаются свадебные торжества.